# La Chapelle-aux-Saints
La Chapelle-aux-Saints ist eine französische Gemeinde mit 260 Einwohnern (Stand 1. Januar 2022) im Département Corrèze in der Region Nouvelle-Aquitaine. Sie gehört zum Kanton Midi Corrézien im Arrondissement Brive-la-Gaillarde. Die Bewohner nennen sich Capeloux.
Weltweit bekannt wurde der Name der Gemeinde Anfang des 20. Jahrhunderts nach der Entdeckung des seinerzeit vollständigsten Fossils eines Neandertalers (Homo neanderthalensis).

## Geografie
Die Ortschaft wird von einem Fluss namens Sourdoire tangiert. Im südwestlichen Gemeindebereich verläuft – weitgehend parallel zur Sourdoire – ihr späterer Zufluss Maumont. Nachbargemeinden sind Curemonte im Nordosten, Végennes im Südosten, Bétaille und Vayrac im Süden, Saint-Michel-de-Bannières im Westen und Branceilles im Nordwesten.

## Wappen
Beschreibung: In Rot mit silbernen Kugelbord ein goldgekrönter und goldbewehrter und so gezungter silberner aufrechter Löwe.

## Neandertaler-Fund

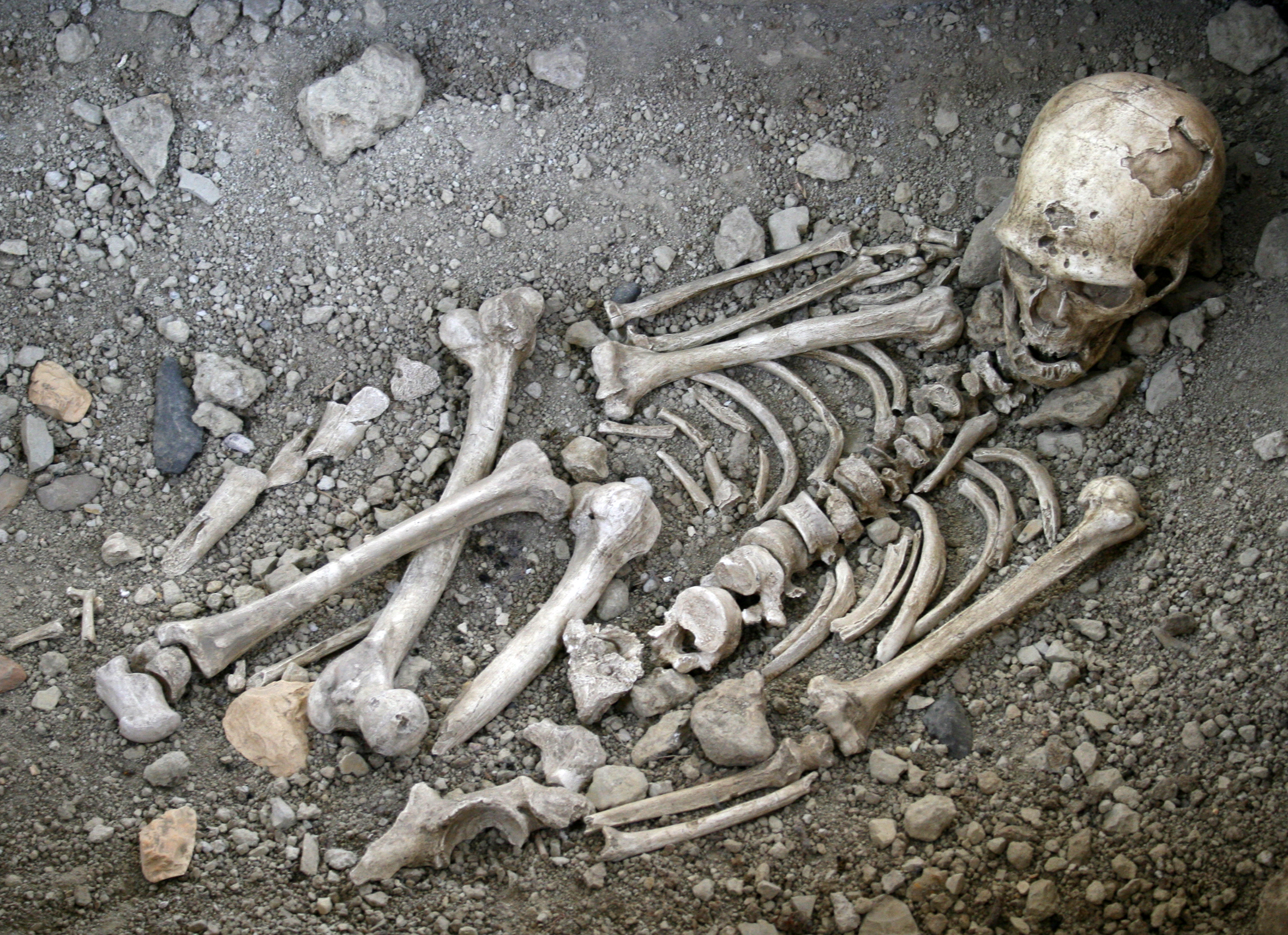
Rekonstruktion der Grablegung des Neandertalers La Chapelle-aux-Saints 1

Der als La Chapelle-aux-Saints 1 bezeichnete Neandertaler wurde am 3. August 1908 entdeckt. Er bestand aus einem sehr gut erhaltenen Schädel mit zugehörigem Unterkiefer und zahlreichen weiteren Körperknochen. Er erhielt in der Wissenschaft den Beinamen „der alte Mann von La Chapelle“, da sein Alter zunächst auf 60 Jahre geschätzt worden war; tatsächlich starb er aber vermutlich bereits in deutlich jüngeren Jahren.
Die Fundstelle, eine Höhle genannt La Bouffia Bonneval, wurde durch die Brüder Abbè Jean und Abbè Amèdèe Bouyssonie sowie durch deren Kollegen Abbè Louis Bardon im Jahre 1908 im Verlauf ihrer gemeinsamen Bestandsaufnahme und Kartografierung von Ansammlungen prähistorischer Steinwerkzeuge aufgesucht. Im Verlauf einer Probegrabung stießen sie in der Höhle auf die rund 50.000 bis 60.000 Jahre alten Überreste eines männlichen Individuums, alles eingetieft in eine Grube, die sich später als Begräbnisstelle erweisen sollte. Die für einen „klassischen Neandertaler“ typischen anatomischen Merkmale sind deutlich ausgebildet: u. a. eine längsovale Schädelform, markante Überaugenwulste, eine relativ flache Stirn und ein fliehendes Kinn. Auffällig an diesem Fund sind zudem die weitgehend bereits zur Lebenszeit verlorengegangenen Zähne sowie Anzeichen von fortgeschrittener Arthritis, die zur Einschränkungen der Beweglichkeit und zu Hilfebedürftigkeit geführt haben müssen.

## Bevölkerungsentwicklung

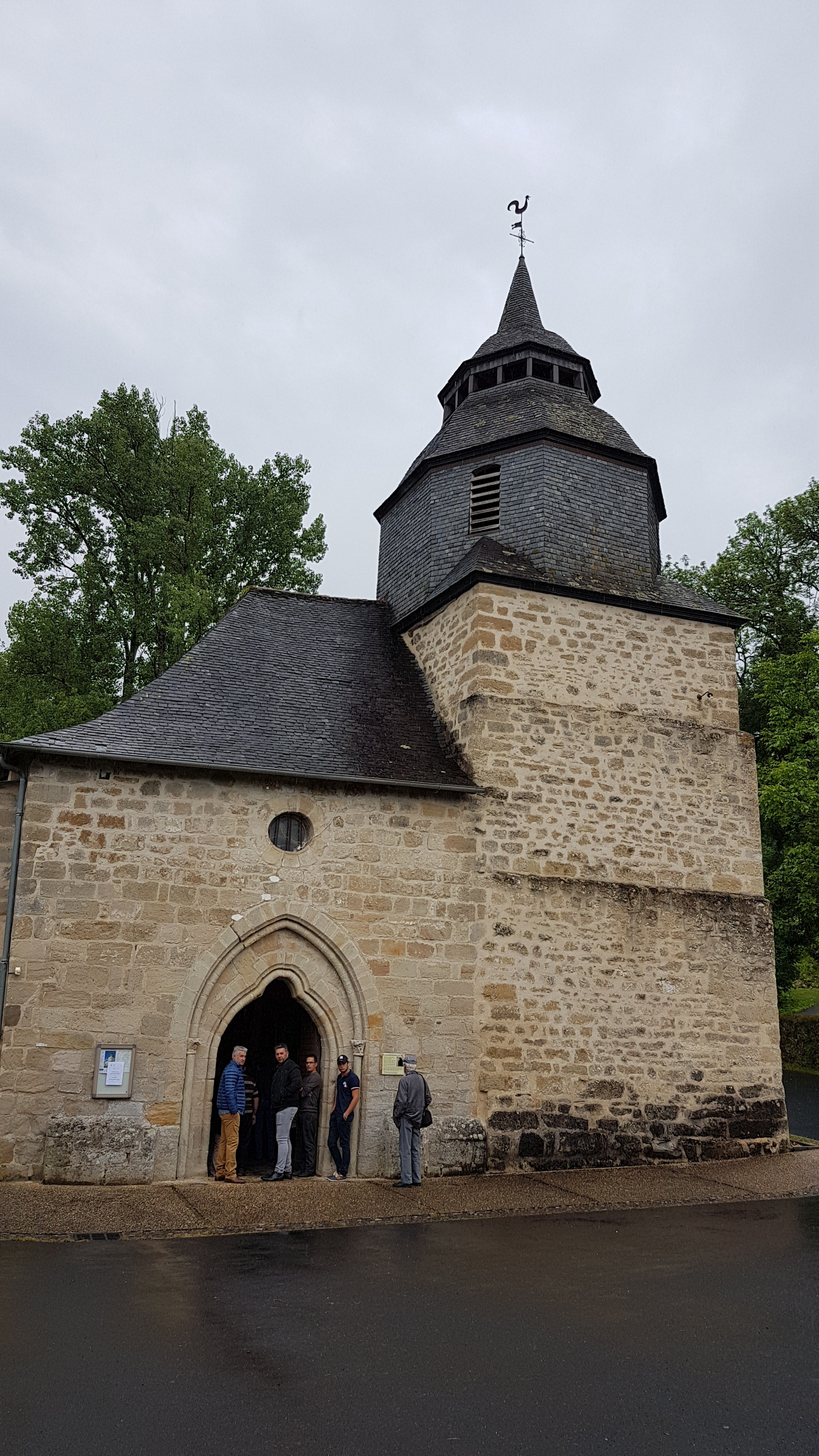
Kirche Saint-Namphaise

| Jahr      | 1962 | 1968 | 1975 | 1982 | 1990 | 1999 | 2008 | 2019 |
| --------- | ---- | ---- | ---- | ---- | ---- | ---- | ---- | ---- |
| Einwohner | 236  | 221  | 217  | 206  | 179  | 164  | 206  | 279  |